# Coelorinchus obscuratus
Coelorinchus obscuratus är en fiskart som beskrevs av Mcmillan och Akitoshi Iwamoto 2009. Coelorinchus obscuratus ingår i släktet Coelorinchus och familjen skolästfiskar. Inga underarter finns listade i Catalogue of Life.